# پریهان ساواش
پریهان ساواش (انگلیسی: Perihan Savaş؛ زادهٔ ۱۴ ژوئن ۱۹۵۷) بازیگر، مجری تلویزیون اهل ترکیه است. وی از سال ۱۹۷۱ میلادی تاکنون مشغول فعالیت بوده‌است.

## زندگی شخصی
ساواش در آکسارای فاتح متولد شد. وی پس از پایان دوره متوسطه تحصیلات خود را متوقف کرد خانواده او اصالتا اهل سورمنه هستند.وی پس از پنج سالگی اولین تجربه بازیگری خود را با پیوستن به تئاتر شهر استانبول تجربه کرد و در نمایش کودکان شرکت کرد.در سیزده سالگی با یک دانش آموز بیست و یک سالمدرسه نامزد کرد پس از ازدواجی که ۶-۷ ماه به طول انجامید از هم طلاق گرفتند.وی سپس با ابراهیم تاتلیس و یییلماز ظفر ازدواج کرد او دارای دو فرزند است.

## حرفه
او تا سال ۱۹۷۰ در نمایش هایی مانند روی کودک پرنسس رومئیو ژولیت و کیبرلیک بودالاسی شرکت کرد. ساواش در سال ۱۹۷۱ با بازی در فیلم zehzade simbad on mount kaf اولین فیلم سینمایی خود را انجام داد. وی در طول زندگی حرفه ای خود در بیش از ۱۲۰ فیلم حضور داشته است.جدا از حرفه بازیگری به عنوان خواننده و مجری تلویزیون نیز کار میکند.

## فیلم شناسی
| سال       | نام فیلم                           | نقش           |
| --------- | ---------------------------------- | ------------- |
| ۲۰۲۱      | مناجریمی آرا                       | خودش          |
| ۲۰۱۷-۲۰۲۱ | گودال                              | سلطان کوچوالی |
| ۲۰۱۶      | vortex                             |               |
| ۲۰۱۵      | قیمت                               |               |
| ۲۰۱۳      | دولت عمیق در امپراطوری عثمانی      |               |
| ۲۰۱۱      | سیرات                              |               |
| ۲۰۱۱      | لیلی و مجنون                       |               |
| ۲۰۰۸      | جانباز                             |               |
| ۲۰۰۸      | چراغ قرمز                          |               |
| ۲۰۰۷      | دامن گمشده                         |               |
| ۲۰۰۶      | برگ پاییز                          |               |
| ۲۰۰۶      | اجازه ندهید آهنگ ها خاموش باشند    |               |
| ۲۰۰۵      | پیله سوخته                         |               |
| ۲۰۰۴      | پیاده روی شبانه                    |               |
| ۲۰۰۴      | زندگی طوفانی                       |               |
| ۲۰۰۴      | خورپوت خورشید                      |               |
| ۲۰۰۴      | جلسه بزرگ                          |               |
| ۲۰۰۳      | فرا تر از امید                     |               |
| ۲۰۰۲      | snowdrop                           |               |
| ۲۰۰۱      | سلطان                              |               |
| ۲۰۰۰      | یک آیینه در ایستگاه پلیس وجود دارد |               |
| ۲۰۰۰      | شیمی دان                           |               |
| ۱۹۹۶      | مادر بره                           |               |
| ۱۹۹۶      | sevda kondu                        |               |
| ۱۹۹۱      | yarina gulimsemek                  |               |
| ۱۹۸۹      | ال کزی                             |               |

## قسمتی از فیلمشناسی
- راننده سربلند - ۱۹۷۵ (۱۳۵۵)
- دو مرد خشن - ۱۹۷۶ (۱۳۵۷)
- نمک‌نشناس - ۱۹۷۶ (۱۳۵۷)
- انتقام مرگبار - ۱۹۷۷ (۱۳۵۶)
- هم‌رزمان - ۱۹۷۷
- قول شرف - ۱۹۷۷

## برنامه تلویزیونی
| سال  | نام برنامه               |
| ---- | ------------------------ |
| ۱۹۹۳ | بخش واقعی                |
| ۲۰۱۲ | چای و همدردی             |
| ۲۰۱۳ | با احترام                |
| ۲۰۱۵ | ماه رمضان سالم با پریهان |